# Limnellia sejuncta
Limnellia sejuncta är en tvåvingeart som först beskrevs av Friedrich Hermann Loew 1863.  Limnellia sejuncta ingår i släktet Limnellia och familjen vattenflugor. Inga underarter finns listade i Catalogue of Life.